# 지지배배
《지지배배》는 1986년 4월 20일에 MBC TV에서 방영되었던 베스트셀러극장이다.

## 줄거리
고속도로를 지나는 완행 버스에서 일어나는 에피소드를 묘사한 코미디.
40대 사내가 안내양하고 옥신각신 말다툼을 한다.
안내양이 차표를 달라고 하자 사내는 차표를 소매치기 당했다고 말해 다른 승객들이 비웃는다.
사내는 안내양에게 거친 말을 하다 급기야는 대드는 안내양을 밀치는데...

## 출연
- 김희라(사내)
- 김성찬(칼치)
- 양택조(수염)
- 임문수(기사)
- 서학(청년)
- 김영임(안내양)
- 고설봉, 최재호, 추석양(노인)
- 차윤회, 나성균, 유승봉, 이필훈(40대)
- 조춘(승려)
- 김순경(임산부)
- 이숙(장사아줌마)
- 박종설, 박희우, 김순용, 강용규(승객)
- 전인택(스포츠 청년)
- 김연자(노처녀)
- 김호영, 이기영(경찰)
- 박성식(검표원)
- 홍성선(신사)
- 최상훈(엘리뜨)
- 이원재, 오현섭(건달)
- 신신애, 최민경, 홍나옥(작부)
- 나종미(여교사)
- 이은철, 황명하(대학생)
- 박광영, 권경숙(여대생)
- 문창근(코보)
- 유정기(남편)
- 박찬환(지식인)
- 최용팔(볼펜꼬마)
- 이건주(동일)